# バスケットボールタンザニア代表
バスケットボールタンザニア代表（バスケットボールタンザニアだいひょう、Tanzania men's national basketball team）は、タンザニアバスケットボール連盟により国際大会に派遣される男子バスケットボールのナショナルチームである。

## 歴史
アジア選手権1974年の1回出場。

## 主な国際大会成績
- オリンピック
  - 出場なし
- ワールドカップの成績
  - 出場なし
- アフリカ選手権の成績
  - 1974年 ― 8位